# Nordische Fußballmeisterschaft der Männer
Die Nordische Fußballmeisterschaft war ein Fußballturnier für Männer-Nationalmannschaften aus Dänemark, Norwegen und Schweden, ab 1929 nahm auch Finnland teil. Der Wettbewerb wurde zwischen 1924 und 1983 regelmäßig ausgetragen und dauerte meistens vier Jahre an. Die letzte Ausgabe fand 2000/01 statt, hieran nahmen zusätzlich Island und die Färöer teil.

## Vorgeschichte
Seit 1912 bestritten Norwegen und Schweden jährlich zwei Länderspiele gegeneinander. 1915 folgten zusätzlich zwei jährliche Partien zwischen Dänemark und Schweden, ein Jahr später wurden auch zwischen Dänemark und Norwegen jährlich zwei Spiele ausgetragen. Diese Kontrakte liefen nach dem Ersten Weltkrieg aus. Auf Initiative des dänischen Verbandes DBU unter Leitung von Louis Østrup wurde eine skandinavische Meisterschaft zwischen den Nationalmannschaften dieser drei Länder angedacht. Es dauerte jedoch bis zum Jahre 1923, als der dänische Verband seinen 35. Geburtstag feierte und diesbezüglich Norwegen und Schweden dem Vorschlag zustimmten, den Wettbewerb unter dem Namen Nordische Meisterschaft ins Leben zu rufen. Dieser sollte über fünf Jahre laufen, die erste Trophäe wurde vom dänischen Verband gestiftet.

## Weitere Entwicklung
Im November 1929 feierte der schwedische Verband SvFF seinen 25. Geburtstag. Dies war der Anlass für einen erneuten, diesmal vier Jahre andauernden, Wettbewerb. Erstmals wurde auch Finnland für die Teilnahme berücksichtigt.
Die nächste Runde wurde 1933 vom norwegischen Verband NFF organisiert, auch diesmal wurde eigens eine neue Trophäe entworfen. Aufgrund des Zweiten Weltkriegs dauerte die vierte Austragung des Wettbewerbs, welcher diesmal vom finnischen Verband SPL organisiert wurde, mit insgesamt elf Jahren am längsten an.
In den 1950er und 1960er Jahren stellten die Wettbewerbe eine zentrale Rolle in der Vorbereitung auf anstehende Welt- sowie Europameisterschaften dar. Die Spiele mit schwedischer Beteiligung zogen hierbei besonders große Zuschauermassen an.
In den späten 1960er und frühen 1970er Jahren verlor die Nordische Meisterschaft an Bedeutung, wobei Schweden versuchte, sich vom Wettbewerb loszulösen, da das Nationalteam angesichts der letzten internationalen Erfolge gegen stärkere Gegner spielen sollte. Angesichts der wachsenden Anzahl an Qualifikationsspielen wurde es zudem immer schwerer, die Termine zwischen den einzelnen Mannschaften zu koordinieren. Deswegen wurden die regelmäßigen Austragungen 1983 eingestellt sowie das letzte Spiel, welches keinen Einfluss mehr auf den Sieger des letzten Wettbewerbs hatte, abgesagt.
Im Jahre 2000 kam es zu einer einmaligen Neuauflage, bei der erstmals auch die Nationalmannschaften von den Färöern sowie Island teilnahmen. Die meisten Spiele fanden in Spanien statt, in der Halle wurden zwei Begegnungen absolviert. Dänemark trat die ersten drei Spiele mit einer Ligaauswahl an, Schweden spielte 2001 ausschließlich mit Spielern aus inländischen Ligen und Finnland absolvierte bis auf das Spiel gegen Norwegen alle Begegnungen mit Spielern aus den nordischen Ländern.

## Modus
Die Mannschaften spielten nach dem Modus „jeder gegen jeden“ den Turniersieger aus. Bei der ersten Austragung von 1924 bis 1928 spielte jedes Team jeweils fünfmal gegen jedes andere, von 1929 bis 1977 jeweils viermal. Für die Jahre 1978 bis 1983 wurde die Anzahl der Spiele halbiert, so dass nunmehr jede Mannschaft jeweils zweimal gegen jede andere spielen musste. Bei der letzten Ausgabe wurde dies erneut verringert und nur noch ein Spiel zwischen den einzelnen Teilnehmern ausgetragen. Die Mannschaft, die nach Abschluss aller Spiele die meisten Punkte beziehungsweise bei Punktgleichheit das bessere Torverhältnis aufwies, wurde Turniersieger.

## Die Turniere im Überblick
| Jahr            | Ausrichter      | Finalstände | Finalstände | Finalstände | Finalstände     |
| Jahr            | Ausrichter      | Sieger      | 2. Platz    | 3. Platz    | 4. Platz        |
| --------------- | --------------- | ----------- | ----------- | ----------- | --------------- |
| 1924–28 Details | DBU             | Dänemark    | Schweden    | Norwegen    | drei Teilnehmer |
| 1929–32 Details | SFF             | Norwegen    | Schweden    | Dänemark    | Finnland        |
| 1933–36 Details | NFF             | Schweden    | Dänemark    | Norwegen    | Finnland        |
| 1937–47 Details | SPL             | Schweden    | Dänemark    | Norwegen    | Finnland        |
| 1948–51 Details | DBU             | Schweden    | Dänemark    | Norwegen    | Finnland        |
| 1952–55 Details | SFF             | Schweden    | Norwegen    | Dänemark    | Finnland        |
| 1956–59 Details | NFF             | Schweden    | Norwegen    | Dänemark    | Finnland        |
| 1960–63 Details | SPL             | Schweden    | Dänemark    | Norwegen    | Finnland        |
| 1964–67 Details | DBU             | Schweden    | Dänemark    | Finnland    | Norwegen        |
| 1968–71 Details | SFF             | Schweden    | Dänemark    | Norwegen    | Finnland        |
| 1972–77 Details | kein Ausrichter | Schweden    | Dänemark    | Norwegen    | Finnland        |
| 1978–80 Details | kein Ausrichter | Dänemark    | Schweden    | Norwegen    | Finnland        |
| 1981–83 Details | kein Ausrichter | Dänemark    | Schweden    | Norwegen    | Finnland        |
| 2000–01 Details | kein Ausrichter | Finnland    | Island      | Dänemark    | Norwegen        |

### Rangliste
| Rang | Land     | Titel | Jahr(e)                                              | 2. Platz | 3. Platz | 4. Platz |
| ---- | -------- | ----- | ---------------------------------------------------- | -------- | -------- | -------- |
| 1    | Schweden | 9     | 1936, 1947, 1951, 1955, 1959, 1963, 1967, 1971, 1977 | 4        | 0        | 0        |
| 2    | Dänemark | 3     | 1928, 1980, 1983                                     | 7        | 4        | 0        |
| 3    | Norwegen | 1     | 1932                                                 | 2        | 9        | 2        |
| 4    | Finnland | 1     | 2001                                                 | 0        | 1        | 11       |
| 5    | Island   | 0     |                                                      | 1        | 0        | 0        |

## Statistik

### Ewige Tabelle
Es wurde die Drei-Punkte-Regel zugrunde gelegt.
| Pl. | Land     | Sp. | S  | U  | N  | Tore    | Diff. | Punkte |
| --- | -------- | --- | -- | -- | -- | ------- | ----- | ------ |
| 1.  | Schweden | 146 | 88 | 26 | 32 | 381:198 | +183  | 290    |
| 2.  | Dänemark | 147 | 75 | 23 | 49 | 323:218 | +105  | 248    |
| 3.  | Norwegen | 145 | 52 | 31 | 62 | 265:300 | −35   | 187    |
| 4.  | Finnland | 137 | 21 | 24 | 92 | 150:401 | −251  | 87     |
| 5.  | Island   | 5   | 3  | 1  | 1  | 007:500 | +2    | 10     |
| 6.  | Färöer   | 4   | 0  | 1  | 3  | 002:600 | −4    | 01     |

### Rekordspieler
| Saison  | Spieler              | Tore |
| ------- | -------------------- | ---- |
| 1924–28 | Sven Rydell          | 15   |
| 1929–32 | Jørgen Juve          | 17   |
| 1933–36 | Bertil Ericsson      | 8    |
| 1933–36 | Pauli Jørgensen      | 8    |
| 1937–47 | Gunnar Nordahl       | 7    |
| 1948–51 | Egon Jönsson         | 7    |
| 1952–55 | Nils-Åke Sandell     | 10   |
| 1956–59 | Agne Simonsson       | 7    |
| 1960–63 | Ole Madsen           | 11   |
| 1964–67 | Erik Dyreborg        | 5    |
| 1964–67 | Ole Madsen           | 5    |
| 1964–67 | Tom Turesson         | 5    |
| 1968–71 | Odd Iversen          | 6    |
| 1972–77 | Conny Torstensson    | 4    |
| 1978–80 | Pål Jacobsen         | 4    |
| 1981–83 | Frank Arnesen        | 2    |
| 1981–83 | Lars Bastrup         | 2    |
| 1981–83 | Ulf Eriksson         | 2    |
| 1981–83 | Preben Elkjær Larsen | 2    |
| 1981–83 | Tom Lund             | 2    |
| 1981–83 | Hannu Turunen        | 2    |
| 1981–83 | Ari Valvee           | 2    |
| 2000–01 | Ríkharður Daðason    | 4    |

| Rang | Spieler            | Einsätze | Spielzeiten         |
| ---- | ------------------ | -------- | ------------------- |
| 1    | Thorbjørn Svenssen | 41       | 1937–47 bis 1960–63 |
| 2    | Orvar Bergmark     | 33       | 1948–51 bis 1968–71 |
| 3    | Björn Nordqvist    | 30       | 1960–63 bis 1978–80 |
|      | Voitto Peltonen    | 30       | 1952–55 bis 1968–71 |
| 5    | Pauli Jørgensen    | 29       | 1924–28 bis 1937–47 |
|      | Stig-Göran Myntti  | 29       | 1937–47 bis 1956–59 |
| 7    | Kai Pahlman        | 28       | 1952–55 bis 1968–71 |
| 8    | Svend Jensen       | 27       | 1924–28 bis 1937–47 |
|      | Gunnar Thoresen    | 27       | 1937–47 bis 1956–59 |
|      | Arto Tolsa         | 27       | 1964–67 bis 1978–80 |

| Rang | Spieler          | Tore | Spielzeiten         |
| ---- | ---------------- | ---- | ------------------- |
| 1    | Pauli Jørgensen  | 30   | 1924–28 bis 1937–47 |
| 2    | Jørgen Juve      | 20   | 1924–28 bis 1937–47 |
| 3    | Ole Madsen       | 18   | 1956–59 bis 1968–71 |
| 4    | Sven Rydell      | 17   | 1924–28 bis 1929–32 |
| 5    | Harald Hennum    | 14   | 1948–51 bis 1960–63 |
| 6    | Gunnar Nordahl   | 12   | 1937–47 bis 1948–51 |
| 7    | Rune Börjesson   | 11   | 1956–59 bis 1960–63 |
|      | Erik Persson     | 11   | 1929–32 bis 1937–47 |
|      | Nils-Åke Sandell | 11   | 1952–55 bis 1956–59 |
| 10   | Agne Simonsson   | 10   | 1956–59 bis 1964–67 |
| 22   | Nuutti Lintamo   | 7    | 1929–32 bis 1937–47 |
|      | Kai Pahlman      | 7    | 1952–55 bis 1968–71 |

Erfolgreichster Torschütze für Island bei der einzigen Teilnahme 2000–01 ist Ríkharður Daðason mit vier Treffern, bei den Färöern erzielten Allan Mørkøre und Todi Jónsson 2000–01 die einzigen beiden Tore.

### Siege/Niederlagen
- Höchste Siege: Finnland–Schweden 1:10 (15. August 1954), Norwegen–Finnland 9:0 (17. Juni 1938)
- Torreichste Spiele: Finnland–Schweden 1:10 (15. August 1954), Norwegen–Schweden 3:7 (23. August 1925), Schweden–Finnland 8:2 (3. Juli 1931), Dänemark–Finnland 9:1 (15. Oktober 1961)
- Längste Siegesserie: 7 Spiele (Schweden, 9. Juni 1939–19. September 1948 sowie 26. August 1970–17. September 1972)
- Längste Serie ohne Niederlage: 26 Spiele (Schweden, 18. September 1966–11. August 1976)
- Längste Serie ohne Sieg: 24 Spiele (Finnland, 16. August 1953–28. August 1960)
- Längste Niederlagenserie: 13 Spiele (Finnland, 16. September 1956–28. August 1960)